# Argyrocytisus battandieri
Argyrocytisus battandieri là một loài thực vật có hoa trong họ Đậu. Loài này được (Maire) Raynaud miêu tả khoa học đầu tiên.

## Hình ảnh

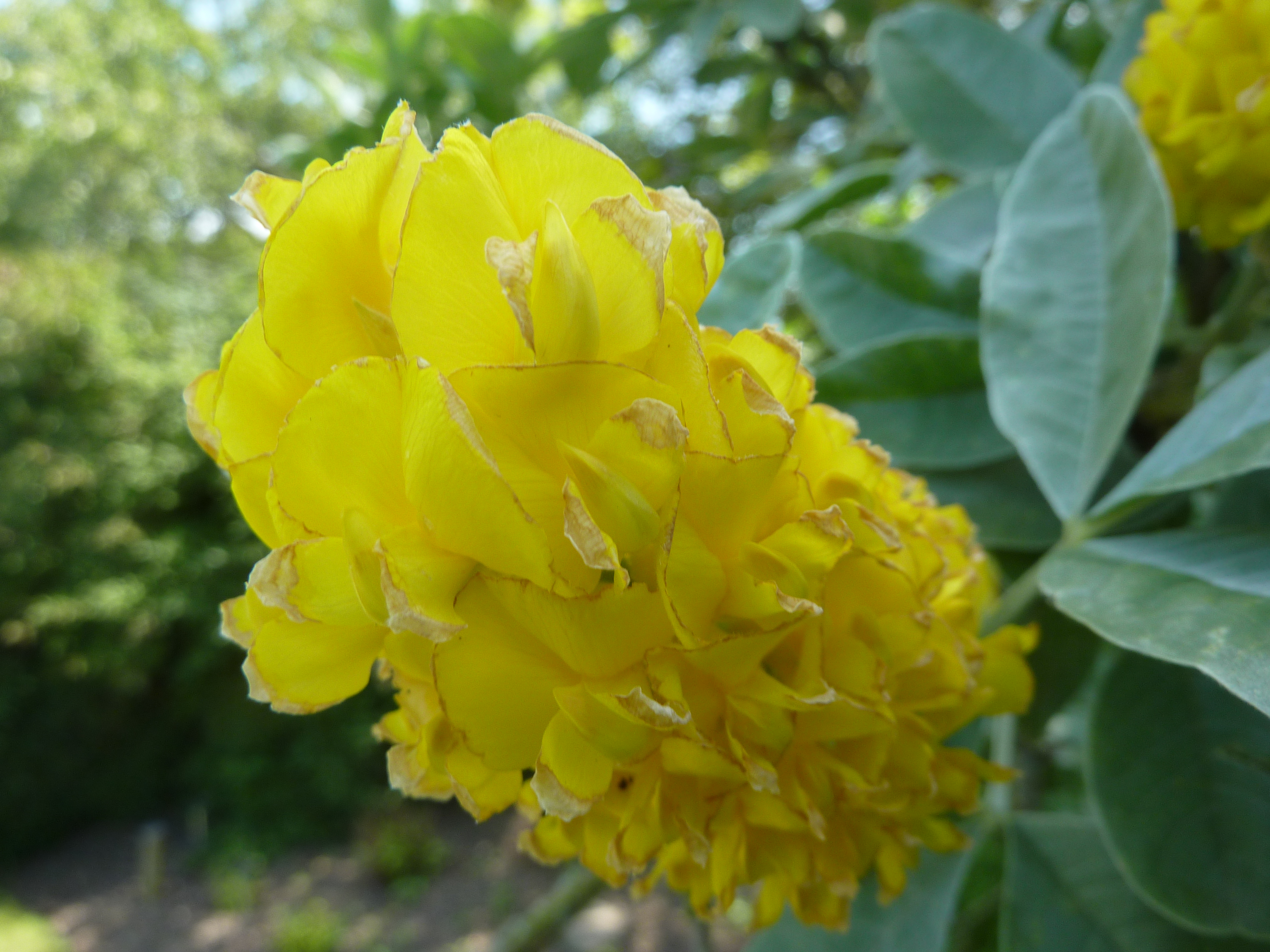
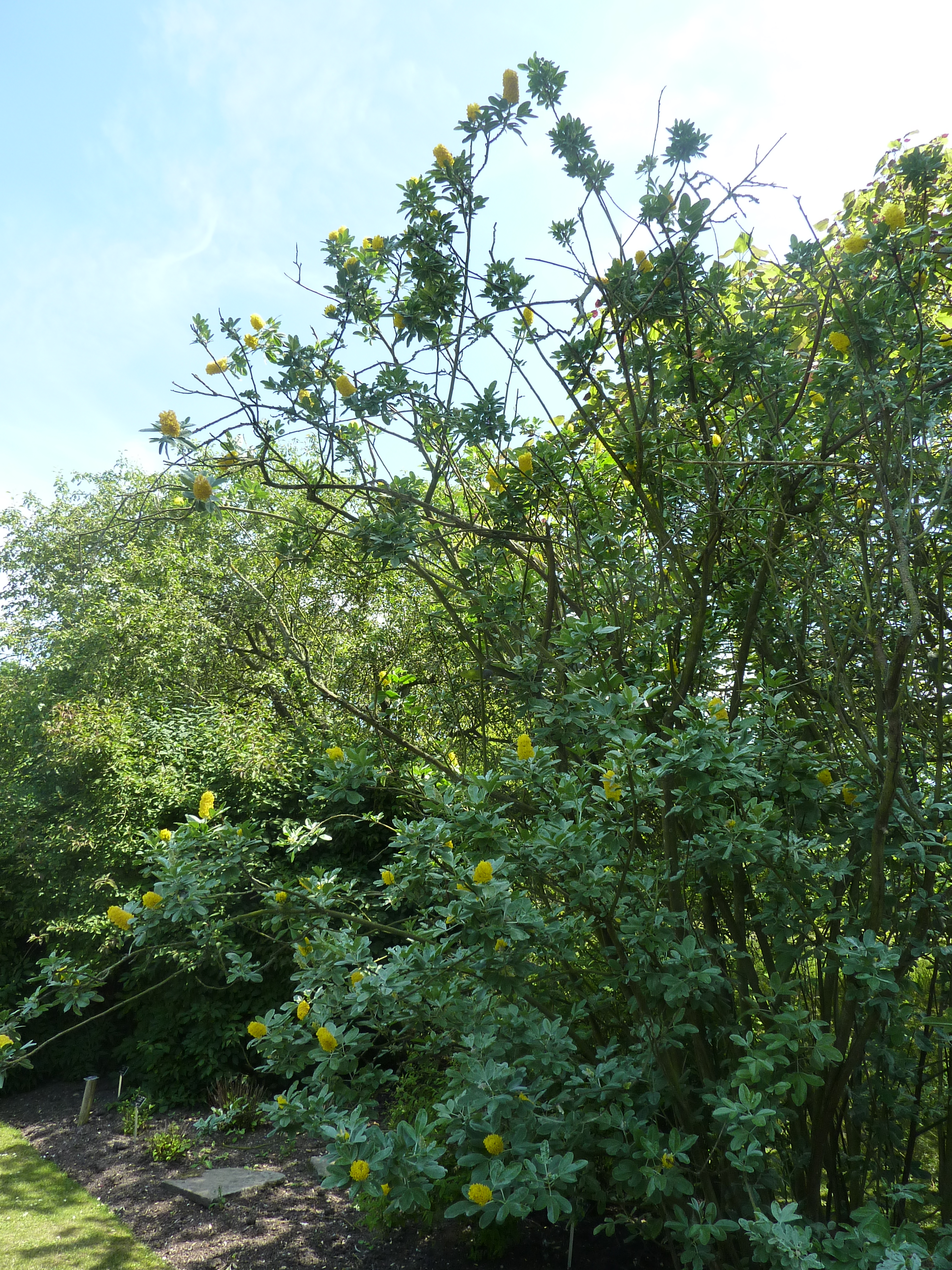